# Produzione degli alberi di Natale

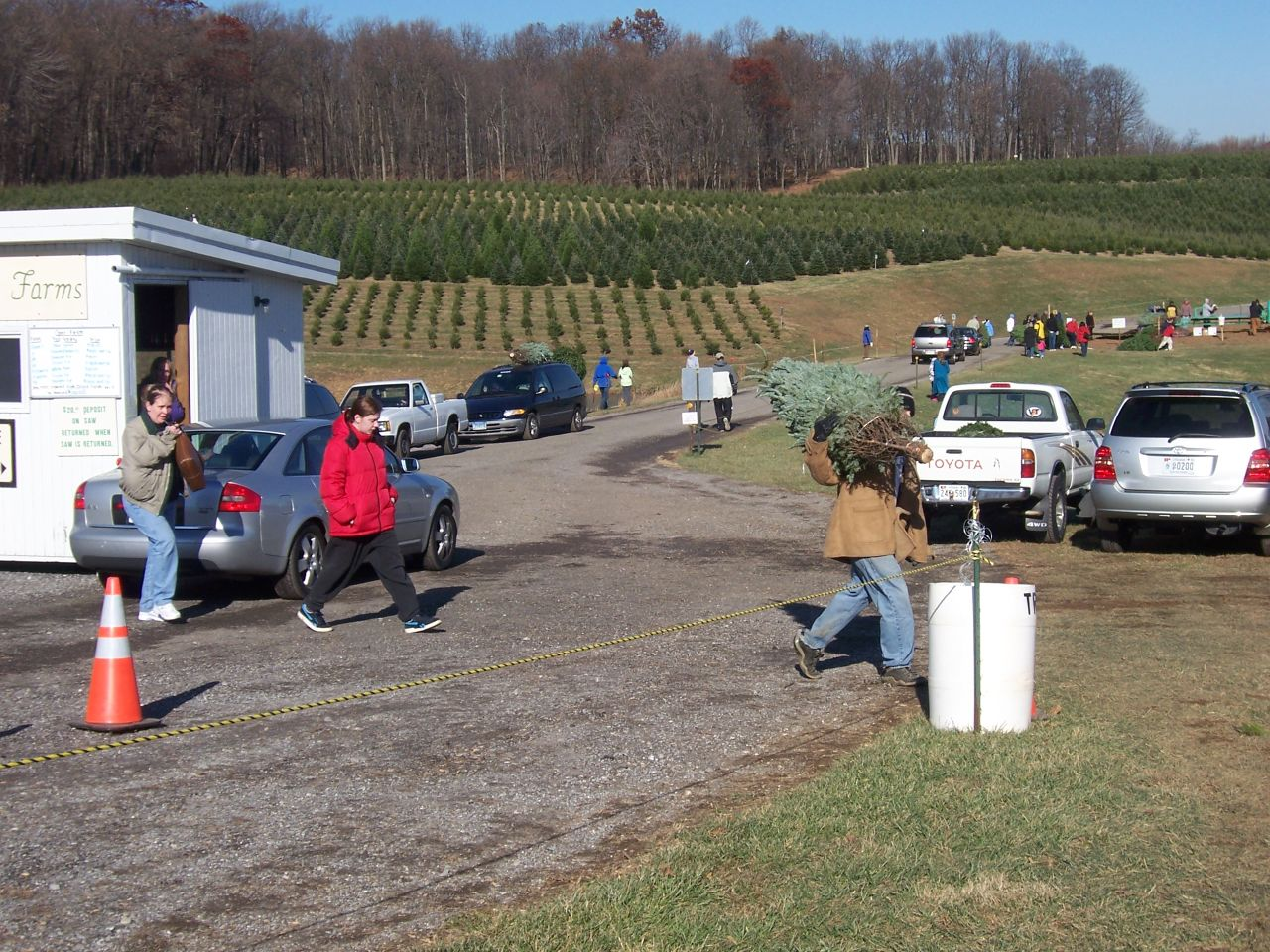
Clienti trasportano un albero di Natale acquistato in una fattoria di alberi di Natale "scegli e taglia" nello stato americano del Maryland

La produzione degli alberi di Natale avviene in tutto il mondo nelle fattorie e vivai di alberi di Natale, nelle fabbriche di alberi artificiali e da filamenti autoctoni di pini e abeti.

Molte nazioni occidentali, tra cui Australia, Regno Unito e Stati Uniti, coltivano alberi di Natale, pini e abeti da utilizzare come alberi di Natale. In Australia, il settore è relativamente giovane e nazioni come gli Stati Uniti, la Germania, la Danimarca e il Canada sono tra i leader mondiali nella produzione annuale.
La Gran Bretagna consuma circa 8 milioni di alberi all'anno, mentre negli Stati Uniti vengono venduti tra i 35 e i 40 milioni di alberi durante il periodo natalizio. Gli alberi di Natale artificiali sono prodotti principalmente nell'area del delta del fiume delle Perle, in Cina.

## Produzione naturale di alberi

### Australia
La coltivazione degli alberi di Natale è un'attività agricola relativamente nuova in Australia, con la produzione che è esplosa solo all'inizio del XXI secolo. Ci sono una serie di differenze nella produzione in Australia rispetto alle nazioni dell'emisfero settentrionale. La stagione di crescita è diversa perché il raccolto avviene in un periodo dell'anno diverso; ciò significa che l'utilizzo delle tecniche dell'agricoltura usate negli Stati Uniti e in Europa sono più difficili da applicare all'Australia. La differenza stagionale influisce anche sul programma di potatura della coltura. L'altra differenza principale nella coltivazione di alberi di Natale australiani si trova nel tipo di albero coltivato, il Pinus radiata, che non è comunemente coltivato negli Stati Uniti e in Europa, ma è molto diffuso in Australia.

### Europa

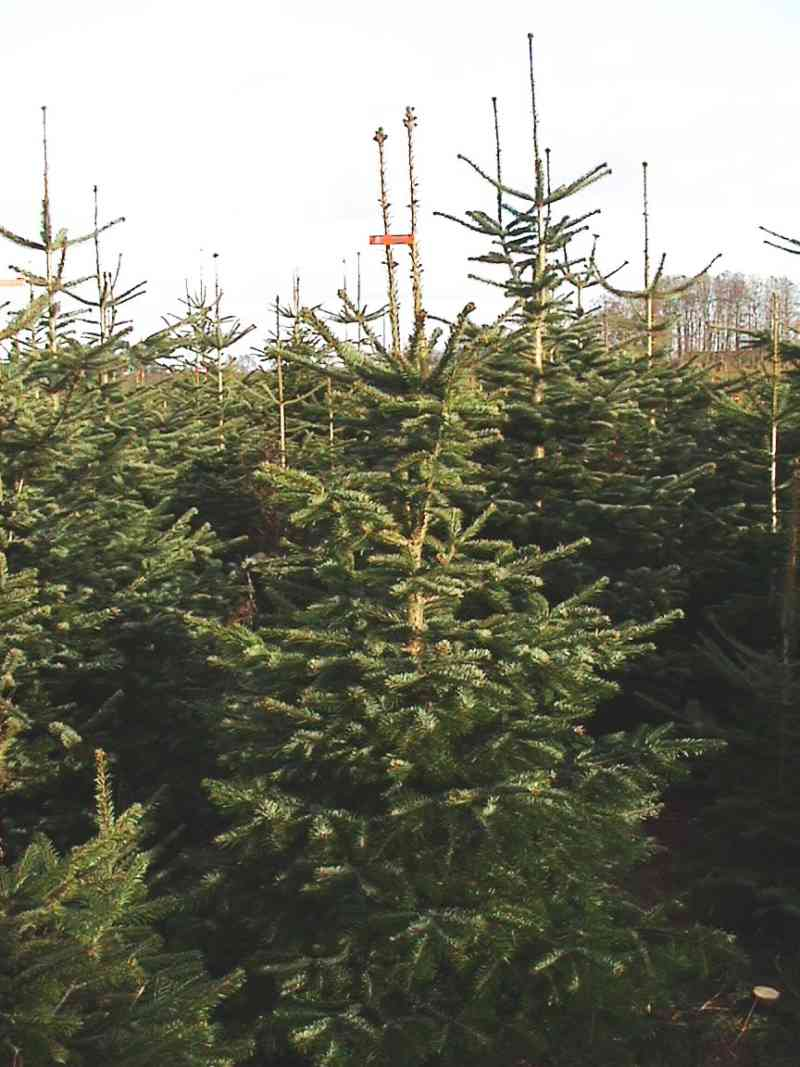
Abeti Nordmann in una fattoria di alberi di Natale in Europa

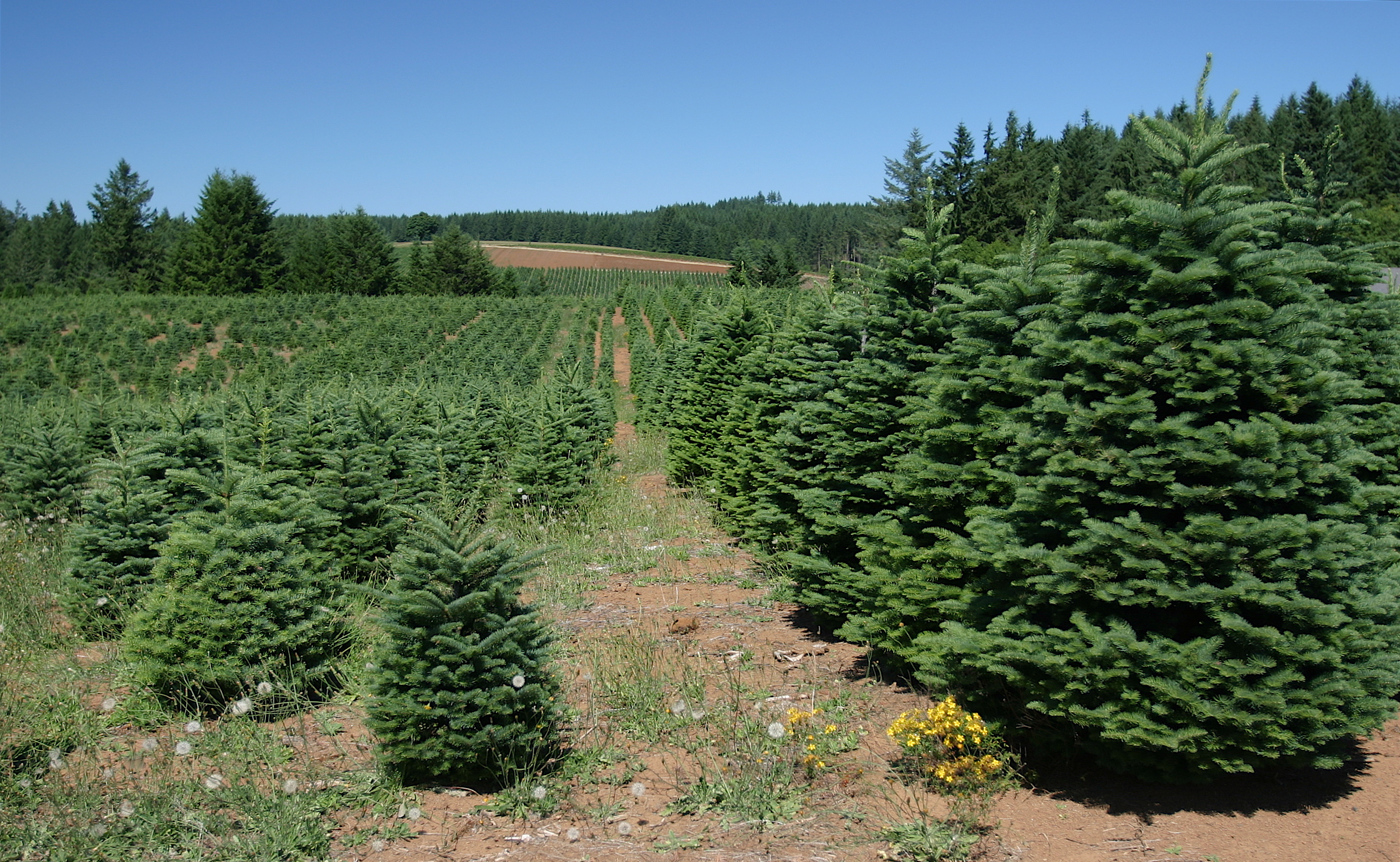
Un vivaio di alberi di Natale nello stato americano dell'Oregon. Nel 2012 l'Oregon aveva la maggiore area dedicata al raccolto di qualsiasi altro stato degli Stati Uniti.

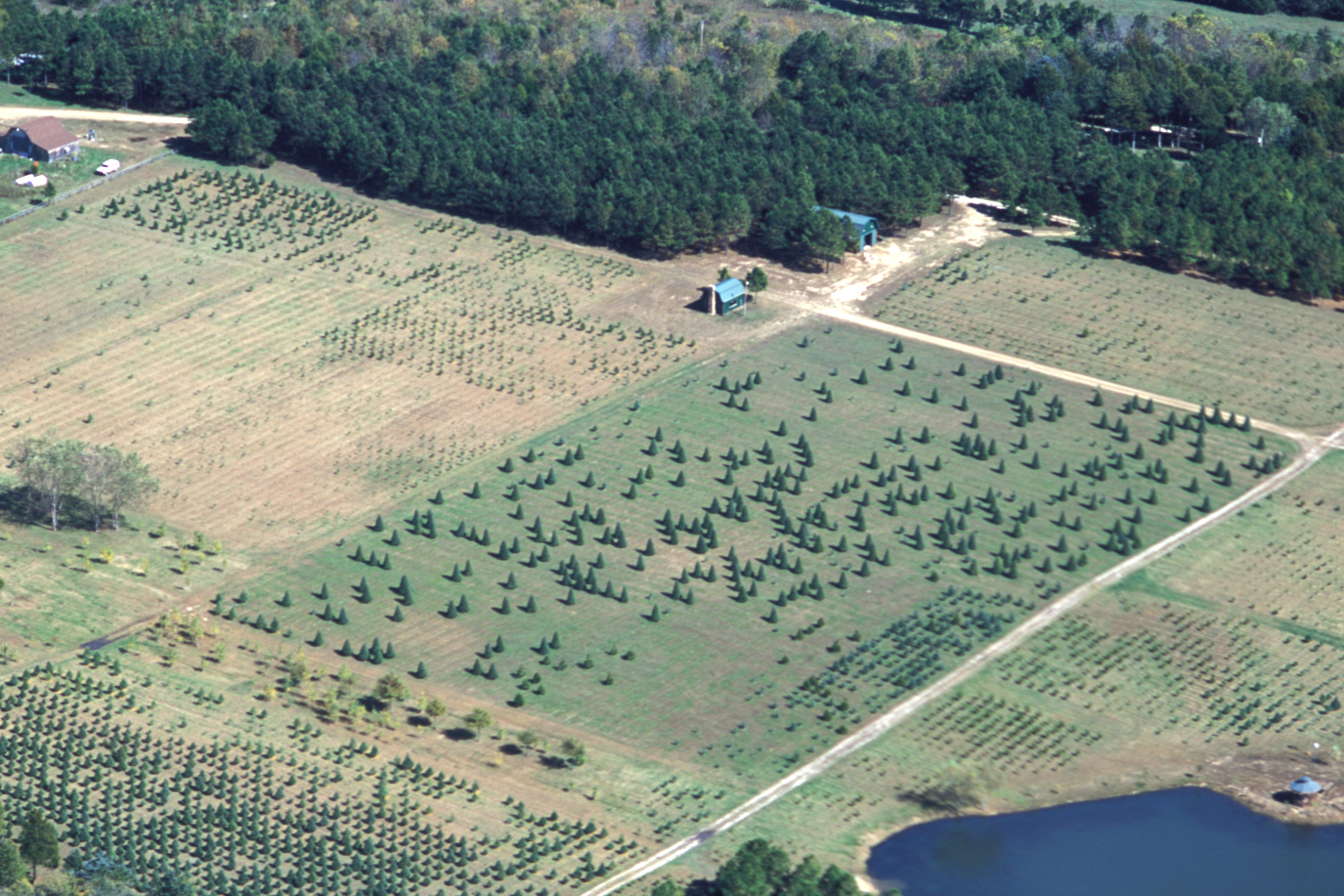
Veduta aerea di un vivaio di alberi di Natale nello stato americano del Missouri

La domanda europea di alberi naturali raggiunge circa 50 milioni di esemplari all'anno, rispetto alla domanda di circa 35 milioni negli Stati Uniti. La Danimarca è un importante produttore di alberi di Natale vivi e circa il 90% della produzione viene esportato in altre nazioni europee, come Gran Bretagna, Francia, Germania e Austria. Nel 2004 la Danimarca ha esportato circa 1 milione di alberi in Gran Bretagna. Nel 2005 le vendite di alberi di Natale in Danimarca hanno reso 1,2 miliardi di corone danesi, pari a 160 milioni di euro; di tale importo 1,1 miliardi era dovuto alle esportazioni.
I principali produttori europei di alberi di Natale naturali si trovano nell'Europa centrale e occidentale. Le stime del 2018 indicavano che la Germania produceva 18 milioni di alberi di Natale all'anno, seguita dai 10 milioni della Danimarca, dai 6 milioni della Francia,  dai 5,2 milioni del Belgio e dai 4,4 della Gran Bretagna.
I semi utilizzati per coltivare alberi di Natale nella maggior parte dei paesi europei vengono raccolti in Georgia (90%). Le condizioni di lavoro dei raccoglitori di semi in un settore in gran parte non regolamentato sono state evidenziate come una preoccupazione dalle principali aziende che acquistano semi per la coltivazione in Danimarca. In definitiva, la coltivazione degli alberi di Natale che finiscono nella maggior parte delle case di tutta Europa è stata prodotta da lavoratori in condizioni protette dalla legge europea; tuttavia, i semi raccolti in Georgia per produrre quegli alberi vengono raccolti da lavoratori sfruttati.

### Nord America
In Nordamerica ci sono più di 20.000 coltivatori di alberi di Natale e il 95% degli alberi che producono vengono venduti o spediti direttamente dalle fattorie. Su ciascuno dei 404.686 ettari piantati ad alberi di Natale, ogni anno si realizzano solitamente circa 2.000 alberi, ma il numero di alberi che sopravvivono al raccolto varia da 750 a 1.500 a seconda della posizione. Gli alberi di Natale impiegano in media dai 6 ai 10 anni (dal trapianto) per raggiungere il momento del raccolto e ogni anno vengono piantati 73 milioni di nuovi alberi.

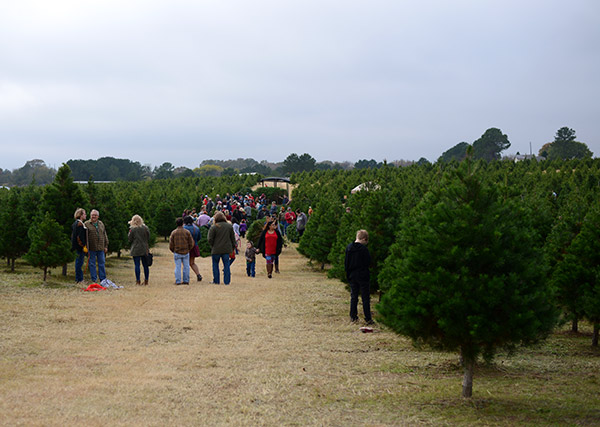
Famiglie cercano un albero di Natale in una fattoria in Texas

In Nordamerica ci sono tre principali regioni in crescita nella produzione: il nord-ovest del Pacifico, la regione nord-orientale del Canada e degli Stati Uniti e la regione degli Appalachi della Carolina del Nord e gli stati circostanti.
Nel 2002, negli Stati Uniti, 21.904 fattorie su una superficie di 447 000 acri (1 809 km²) hanno raccolto 20,8 milioni di alberi di Natale. Di queste fattorie, 686 hanno raccolto su una superficie di 100 acri (0,4 km²) o più, per un complessivo di oltre 180.894 ettari della superficie totale degli alberi tagliati. Nello stesso anno negli Stati Uniti c'erano solo tre fattorie di alberi di Natale con più di 4.045 ettari di terreni coltivati in produzione. Il raccolto totale degli Stati Uniti nel 2004 è stato valutato a 506 milioni di dollari, con 143 milioni attribuiti al principale stato produttore della nazione, l'Oregon, seguito da Carolina del Nord, Washington e Michigan. Nel 2012 sono stati venduti 24 milioni di alberi, per un valore al dettaglio di oltre 1 miliardo di dollari.
Gli alberi vengono coltivati, in condizioni variabili, in tutti i 50 stati degli Stati Uniti, compresi anche Alaska e Hawaii. Altri stati hanno prodotto un numero minore di alberi. Ad esempio, in Alabama ci sono quasi 100 fattorie di alberi di Natale che producono una media di 800 alberi all'anno, il 90% delle quali sono del tipo "scegli e taglia", che consentono ai clienti di visitare il vivaio e tagliare il proprio albero di Natale vivo. La Pennsylvania ospitava il maggior numero di fattorie di alberi di Natale nel 2002, esattamente 2.164. L'Oregon, tuttavia, aveva la maggior parte del terreno, con 27.438 ettari, adibito alla coltivazione di alberi di Natale. Tra il 2002 e il 2012 la produzione di alberi di Natale è diminuita di oltre il 60% in diversi stati, tra cui Kentucky, Montana, Louisiana, Minnesota e persino Wisconsin, che nel 2012 hanno raccolto 994.594 alberi in meno.
Dei 40 milioni di alberi di Natale vivi venduti ogni anno in Nordamerica, circa 5-6 milioni vengono coltivati in Canada. In Ontario i mercati sono principalmente dominati dalle vendite del pino silvestre e dell'abete bianco.
Durante gli anni 1970 e 1980 la produzione locale di alberi di Natale naturali avveniva in foreste naturali. Negli anni 1980, e in particolare negli anni 1990, è iniziato uno spostamento della produzione verso piantagioni e vivai. Negli anni 2009 e 2010 in Messico sono stati coltivati circa 800.000 alberi di Natale su 5000 ettari di terreno. Nel 2011 l'USDA ha riferito che la maggior parte della produzione di alberi di Natale in Messico è avvenuta nello Stato del Messico, il 60%. Tuttavia coltivazioni esistono anche in Nuevo León, Veracruz e negli stati di Puebla, Jalisco e Guanajuato.

## Produzione di alberi artificiali
La maggior parte degli alberi di Natale artificiali sono realizzati in Cina, al 100% con plastica riciclata da materiali di imballaggio in PVC. I venditori di alberi artificiali li evidenziano come convenienti, riutilizzabili e di migliore qualità rispetto agli alberi artificiali del passato. I sostenitori notano anche che alcuni condomini hanno vietato gli alberi naturali a causa di problemi legati agli incendi.
Anche in Polonia c'è un robusto mercato per gli alberi artificiali. Si stima che circa il 20% di tutti quelli venduti in Polonia siano artificiali e molti sono realizzati in singole famiglie. Un produttore di Koziegłówki ha affermato che ogni casa produce alberi artificiali. Gli alberi sono realizzati con una pellicola speciale importata dalla Cina o dalla Thailandia. Intere famiglie prendono parte alla produzione e gli alberi vengono venduti in tutta la Polonia e alcuni esportati nella Repubblica Ceca e in Slovacchia.

## Mercato

### Europeo
La domanda britannica di alberi di Natale naturali è di circa 8 milioni di pezzi all'anno, con circa due terzi delle famiglie che optano per alberi artificiali. Quando, nel 2006, una carenza nella produzione di alberi danesi ha ridotto a soli 200.000 alberi a fronte dei consueti 1 milione di abeti Nordmann l'esportazione nelle Isole britanniche, gli agricoltori britannici sono stati costretti a compensare il deficit con l'abete rosso, l'abete Fraser e il pino silvestre. La carenza è stata il risultato di un'estate calda e del taglio dei sussidi per la coltivazione di alberi di Natale in Danimarca.
I consumatori di alberi di Natale in Europa preferiscono alberi con una densità dei rami minore e un aspetto più aperto e stratificato. Ciò è in parte dovuto al fatto che, in Europa, vengono esposti per un periodo di tempo relativamente breve e molti sono illuminati con candele.

### Nordamericano
Il mercato degli alberi di Natale naturali negli Stati Uniti iniziò a crollare quando un'offerta eccessiva, tra la fine degli anni 1980 e la metà degli anni 1990, fece crollare i prezzi. Nel 1992, il raccolto di circa 850.000 alberi in New England risultò eccessivo e gli alberi di Natale vennero svenduti a circa 5 dollari l'uno anziché al normale prezzo di  18 – 30 dollari. L'uso dell'albero di Natale naturale ha continuato a diminuire nel decennio successivo, in parte a causa del continuo aumento della popolarità degli alberi artificiali. Negli stati dove veniva coltivato un numero marginale di alberi, molti coltivatori hanno dovuto interrompere l'attività.
Nel 1990 oltre 35 milioni di famiglie statunitensi hanno realizzato alberi di Natale naturali, contro i 36,3 milioni di case che hanno optato per alberi artificiali. Nel 2000, la proporzione è stata maggiore con 50,6 milioni di alberi artificiali contro i 32 milioni di quelli naturali. Le vendite di alberi naturali hanno continuato a diminuire dopo il 2000 e nel 2003  sono calate a 23,4 milioni  rimanendo invariate dal 2003 al 2017. Nello stesso periodo quelle di alberi artificiali sono aumentate da 7,3. a 9,6 milioni all'anno. Storicamente, i consumatori statunitensi, proprio come quelli europei, preferivano alberi con rami più aperti. I moderni consumatori di alberi di Natale negli Stati Uniti vogliono alberi con una densità maggiore e iniziano ad acquistare alberi poco dopo il giorno del Ringraziamento. Ciò richiede che gli alberi durino più a lungo e vengano raccolti prima.
Gran parte della domanda messicana di alberi di Natale (circa 1,8 milioni all'anno) viene soddisfatta attraverso l'importazione. Nel 2004 gli Stati Uniti hanno realizzato una quota del 95% sulle importazioni di alberi in Messico. Nel 2009 gli Stati Uniti esportavano ancora quasi 1 milione di alberi in Messico ogni anno, con una piccola quantità proveniente dalla produzione in Canada.

## Redditività

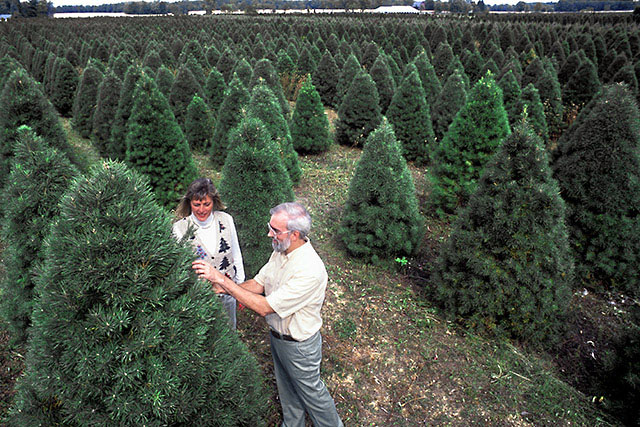
Un entomologo controlla un pino silvestre alla ricerca di coleotteri di pino in una fattoria vicino a East Lansing, Michigan.

Una delle motivazioni che spingono alla realizzazione di fattorie di alberi di Natale è che può essere un modo redditizio di utilizzare terreni agricoli di bassa qualità, sebbene questa tendenza stia cambiando all'interno del settore. Le fattorie di alberi di Natale possono realizzare un profitto in appena sei anni e, sebbene esistano alcune spese generali in attrezzature e manodopera, la produzione richiede solo piccole quantità di capitale iniziale. Ogni albero può costare ai proprietari terrieri 5 – 10 dollari dal momento in cui viene piantato come piantina fino a quando viene raccolto come un albero di Natale maturo; il costo comprende le spese della terra e quelle accumulate attraverso il processo di coltivazione. All'inizio del XXI secolo, i coltivatori di alberi di Natale ricevevano in genere rendimenti annuali compresi tra 1.300 e i 2.100 dollari per ettaro di alberi piantati.
L'allevamento di alberi di Natale ha costi iniziali associati alla creazione della fattoria. La terra, se non di proprietà, deve essere acquistata, e altrettanto le attrezzature. Anche i fallimenti delle colture non sono rari e possono annullare anni di lavoro. Oltre che con la terra, con i parassiti, con le malattie e le intemperie, i coltivatori di alberi devono fare i conti con i costi associati ai trattori e ad altre attrezzature per la semina, il raccolto e la coltivazione. Anche le recinzioni, gli edifici di stoccaggio, la protezione dei lavoratori e le normative sui pesticidi si aggiungono alle spese della coltivazione.